# 2020年西サハラでの衝突
2020年西サハラでの衝突（にしサハラでのしょうとつ、英: Western Saharan clashes）は、係争地である西サハラにおいてモロッコと、アルジェリアが支援するサハラ・アラブ民主共和国の政治組織ポリサリオ戦線との軍事衝突。
ゲルゲラトでのモロッコの軍事介入とも呼ばれる。ゲルゲラトは西サハラの南西端でモロッコの実効支配地の南端にあたっており、モロッコにとってはゲルゲラトはモーリタニアへの輸出の拠点としての重要性を持っていた。しかしモロッコの実効支配地域ゲルゲラトとモーリタニアとの間にはサハラ・アラブ民主共和国（ポリサリオ戦線）の実効支配地が挟まっている。このため、ポリサリオ戦線にとってはゲルゲラトの南側の実効支配地は、モロッコ実効支配地とモーリタニアとを分離し、モロッコに圧力をかけることができる唯一の場所であるという重要性を持っていた。
2020年11月13日、モロッコ政府は自国の実効支配地域ゲルゲラトとモーリタニア間の交通がポリサリオ戦線によって妨害されていることを理由に、「民間、商業目的の自由な交通循環を取り戻す」と宣言、ゲルゲラト南郊のサハラ・アラブ民主共和国支配地の道路に軍を侵攻させた。ポリサリオ戦線はただちにこれに反撃、西サハラで30年間続いた停戦の終了を宣言した。

## 戦闘の経過
2020年11月13日、モロッコ軍がゲルゲラトを通過する道路の支配権を掌握するために軍事行動を開始した。
2020年11月14日、サハラ・アラブ民主共和国はモロッコと戦争状態であると宣言した。

## 反応

### 国内
モロッコの公正発展党は、軍事行動中のモロッコ軍への支持を表明した。

### 国外
国際連合 - アントニオ・グテーレス国連事務総長は、衝突に対する深刻な懸念を表明した。
バーレーン、ヨルダン、オマーン、カタール、サウジアラビア、アラブ首長国連邦は、モロッコの行動に対する支持を表明した。
モーリタニア、ロシア、スペインは、双方の停戦違反行為を非難し、自制を求めた。